# Kiriłł Czistow
Kiriłł Wasiljewicz Czistow (ros. Кирилл Васильевич Чистов:  Kiriłł Wasiljewicz Czistow; ur. 20 listopada 1919 w Carskim Siole, zm. 29 października 2007) – rosyjski etnograf i folklorysta.

## Życiorys
Zbierał folklor słowny z terenów północnej Rosji; wykładał między innymi na uniwersytecie w Leningradzie, od 1967 profesor tej uczelni. Zainteresowania badawcze skupiał na historycznym rozwoju zachowań i świadomości społecznej chłopstwa rosyjskiego, zwyczajach ludowych i folklorze wschodnich Słowian, a także na zagadnieniach edytorstwa dzieł folkloru. Jego osiągnięciem jest oparta na teorii informacji propozycja rozumienia i klasyfikacji prozy ludowej (o charakterze niebajkowym).

## Główne prace
- Sowriemiennoje narodnoje tworczestwo, jego sobiranije i izuczenije (1963)
- K woprosu o princypach kłassifikacyi żanrow ustnoj narodnoj prozy (1964)
- Spiecyfika folkłora w swiete tieorii informacyi ("Woprosy fiłosofii" 1972 nr 6)